# Charakterystyka sinusoidalna
Charakterystyka sinusoidalna, odpowiedź sinusoidalna – w automatyce, odpowiedź układu na wymuszenie w postaci
{\displaystyle U(t)=k\sin(\omega t)}
przy zerowych warunkach początkowych. Przedstawia przebieg sygnału wyjściowego układu w stanie nieustalonym.